# Loxosceles luteola
Loxosceles luteola là một loài nhện trong họ Sicariidae.
Loài này thuộc chi Loxosceles. Loxosceles luteola được miêu tả năm 1973 bởi Gertsch.